# Порождающие шаблоны проектирования
Порождающие шаблоны (англ. Creational patterns) — шаблоны проектирования, которые имеют дело с процессом создания объектов. Они позволяют сделать систему независимой от способа создания, композиции и представления объектов. Шаблон, порождающий классы, использует наследование, чтобы изменять наследуемый класс, а шаблон, порождающий объекты, делегирует инстанцирование другому объекту.

## Использование
Эти шаблоны оказываются важны, когда система больше зависит от композиции объектов, чем от наследования классов. Получается так, что основной упор делается не на жестком кодировании фиксированного набора поведений, а на определении небольшого набора фундаментальных поведений, с помощью композиции которых можно получать любое число более сложных. Таким образом, для создания объектов с конкретным поведением требуется нечто большее, чем простое инстанцирование класса.
Порождающие шаблоны инкапсулируют знания о конкретных классах, которые применяются в системе, то есть скрывают детали того, как эти классы создаются и стыкуются. Единственная информация об объектах, известная системе, — это их интерфейсы, определенные с помощью абстрактных классов. Следовательно, порождающие шаблоны обеспечивают большую гибкость при решении вопроса о том, что создается, кто это создает, как и когда. Можно собрать систему из «готовых» объектов с самой различной структурой и функциональностью статически (на этапе компиляции) или динамически (во время выполнения).
Иногда допустимо выбирать между тем или иным порождающим шаблоном.
Например, есть случаи, когда с пользой для дела можно использовать как прототип, так и абстрактную фабрику. В других ситуациях порождающие шаблоны дополняют друг друга. Так, применяя строитель, можно использовать другие шаблоны для решения вопроса о том, какие компоненты нужно строить, а прототип часто реализуется вместе с одиночкой. Порождающие шаблоны тесно связаны друг с другом, их рассмотрение лучше проводить совместно, чтобы лучше были видны их сходства и различия.

## Перечень порождающих шаблонов
Порождающие шаблоны:
- абстрактная фабрика (abstract factory);
- строитель (builder);
- фабричный метод (factory method);
- ленивая инициализация (lazy initialization);
- объектный пул (object pool);
- прототип (prototype);
- одиночка (singleton);
- пул одиночек (Multiton).